# テレビ静岡ニュースプラザ
『テレビ静岡ニュースプラザ』（テレビしずおかニュースプラザ）は、1979年6月4日から1984年9月28日までテレビ静岡で放送された夕方のローカルワイドニュース番組である。

## 放送時間
- 月曜日 - 金曜日 18:30 - 18:55（1979年6月4日 - 1984年9月28日）

## ニュースキャスター
- 杉山充章（当時テレビ静岡報道部デスク）
- 横山玉江（当時テレビ静岡アナウンサー）